# خيط مشترك
خيط مشترك هو فيلم دراما صدر في 2004. الفيلم من إخراج Éléonore Faucher ‏، أما السيناريو فكان من كتابة Éléonore Faucher ‏ وGaëlle Macé ‏.

## القصة
كلير (نيمارك) ، مراهقة حامل غير متزوجة ، تجد علاقة غريبة مع مدام ميليكيان (أسكاريد) ، وهي امرأة مسنة تحزن على وفاة ابنها.

## طاقم التمثيل
- اريان اسكارديا
- ان كانوفاس
- جاكي بروير
- مارينا تومي  [لغات أخرى]‏
- ياسمين موديستين
- Lola Naymark [الإنجليزية]‏

## الإنتاج
موسيقى الفيلم التصويرية كانت من تأليف Michael Galasso ‏.

## وصلات خارجية
- خيط مشترك على موقع IMDb (الإنجليزية)
- خيط مشترك على موقع ميتاكريتيك (الإنجليزية)
- خيط مشترك على موقع روتن توميتوز (الإنجليزية)
- خيط مشترك على موقع ألو سيني (الفرنسية)
- خيط مشترك على موقع Turner Classic Movies (الإنجليزية)
- خيط مشترك على موقع أول موفي (الإنجليزية)
- خيط مشترك على موقع بوكس أوفيس موجو (الإنجليزية)
- خيط مشترك على موقع فيلمافينيتي (الإسبانية)
- خيط مشترك على موقع قاعدة بيانات الأفلام السويدية (السويدية)
- خيط مشترك على موقع قاعدة بيانات الفيلم (الإنجليزية)